# 1. FC Kaan-Marienborn
1. FC Kaan-Marienborn is een Duitse voetbalclub uit het Stadtteil Kaan-Marienborn van Siegen.
De club werd in 2007 opgericht toen de voetbalafdeling van omnisportvereniging TuS 1886 Kaan-Marienborn verzelfstandigd werd met ondersteuning van Maschinenfabrik Herkules Hans Thoma GmbH. De club begon in de Bezirksliga en promoveerde als kampioen direct naar de Landesliga. Daar werd 1. FC Kaan-Marienborn in 2010 en speelde vervolgens tot 2016 in de Westfalenliga. Na een tweede plaats kwam de club in de Oberliga Westfalen. Ook daar werd in het seizoen 2017/18 een tweede plaats behaald waardoor de club naar de Regionalliga West promoveerde.
In 2019 degradeerde de club na een spannende slotfase waarin het twee punten tekort kwam naar de Oberliga Westfalen. Na het kampioenschap in 2022 mocht de club opnieuw aantreden op het vierde niveau. Ook nu zal het bij een éénmailg verblijf blijven omdat de Westduitse voetbalbond de licentievoorwaarden voor de Regionalliga West heeft aangescherpt. De club kan daar niet aan voldoen en trekt zich aan het einde van het seizoen terug en speelt volgend seizoen in de Kreisliga C.

## Eindklasseringen vanaf 2008
| Seizoen | Competitie              | Niveau | Eindstand | DFB Pokal | Opmerking |
| ------- | ----------------------- | ------ | --------- | --------- | --- |
| 2007/08 | Bezirksliga Westfalen-6 | VII    | 1         | --        | |
| 2008/09 | Landesliga Westfalen-2  | VII    | 4         | --        | invoering 3. Liga |
| 2009/10 | Landesliga Westfalen-2  | VII    | 1         | --        | |
| 2010/11 | Westfalenliga-2         | VI     | 3         | --        | |
| 2011/12 | Westfalenliga-2         | VI     | 12        | --        | |
| 2012/13 | Westfalenliga-2         | VI     | 8         | --        | |
| 2013/14 | Westfalenliga-2         | VI     | 2         | --        | |
| 2014/15 | Westfalenliga-2         | VI     | 6         | --        | |
| 2015/16 | Westfalenliga-2         | VI     | 2         | --        | promotie play-off > Delbrücker SC: 4-1                                                                                          |
| 2016/17 | Oberliga Westfalen      | V      | 7         | --        | |
| 2017/18 | Oberliga Westfalen      | V      | 2         | --        | |
| 2018/19 | Regionalliga West       | IV     | 18        | --        | |
| 2019/20 | Oberliga Westfalen      | V      | 9         | --        | competitie afgebroken i.v.m. coronapandemie                                                                                     |
| 2020/21 | Oberliga Westfalen      | V      | --        | --        | competitie afgebroken i.v.m. coronapandemie. Er wordt geen stand opgemaakt.                                                     |
| 2021/22 | Oberliga Westfalen      | V      | 1         | --        | |
| 2022/23 | Regionalliga West       | IV     | 5         | 1e ronde  | < 1. FC Nürnberg: 0-2; Club trekt zich terug naar Kreisliga C vanwege niet kunnen nakomen van aangescherpte licentievoorwaarden |

Rot Weiss Ahlen ·
1. FC Bocholt ·
MSV Duisburg ·
1. FC Düren ·
Fortuna Düsseldorf II ·
FC Gütersloh ·
Eintracht Hohkeppel ·
1. FC Köln II ·
SC Fortuna Köln ·
Sportfreunde Lotte ·
Borussia Mönchengladbach II ·
Rot-Weiß Oberhausen ·
SC Paderborn 07-II ·
SV Rödinghausen ·
FC Schalke 04 II ·
Türkspor Dortmund 2000 ·
KFC Uerdingen 05 ·
SC Wiedenbrück 2000 ·
Wuppertaler SV